# Rosinas de la Requejada
Rosinas de la Requejada är en ort i Spanien.   Den ligger i provinsen Provincia de Zamora och regionen Kastilien och Leon, i den nordvästra delen av landet, 300 km nordväst om huvudstaden Madrid. Rosinas de la Requejada ligger 1 017 meter över havet och antalet invånare är 475.
Terrängen runt Rosinas de la Requejada är huvudsakligen kuperad, men söderut är den platt. Terrängen runt Rosinas de la Requejada sluttar söderut. Runt Rosinas de la Requejada är det mycket glesbefolkat, med 5 invånare per kvadratkilometer. Närmaste större samhälle är Puebla de Sanabria, 9,0 km väster om Rosinas de la Requejada. 